# Punta Dungeness
Punta Dungeness är en udde i Argentina, på gränsen till Chile.   Den ligger i provinsen Santa Cruz, i den södra delen av landet, 2 100 km söder om huvudstaden Buenos Aires.
Terrängen inåt land är platt. Havet är nära Punta Dungeness åt sydost. Trakten är glest befolkad. Det finns inga samhällen i närheten.